# Top Model Sverige
Top Model Sverige eine schwedische Reality-TV-Show, die auf America’s Next Top Model basiert. Sie wurde auf TV3 in Schweden ausgestrahlt. Die erste Staffel, Top Model Stockholm (abgekürzt Sthlm), wurde 2007 ausgestrahlt und von Vendela Kirsebom moderiert. Die Show kehrte 2012 mit Izabella Scorupco als Moderatorin zu TV3 zurück. Scorupco blieb jedoch auch nur eine Staffel lang dabei und wurde durch Caroline Winberg ersetzt, die die dritte und vierte Staffel der Show moderierte.
In der zweiten Staffel gab es außerdem eine einzigartige Wendung. Die gesamte Bewertung wurde in Los Angeles auf Englisch durchgeführt, da einige der Jurymitglieder kein Schwedisch sprachen.
In Staffel 4 waren sowohl weibliche als auch männliche Teilnehmer vertreten, und die Besetzungszahl stieg von 10 auf 14. Außerdem wurden in der Staffel 10 Wochen lang 40 Folgen ausgestrahlt.